# Fosa de Cariaco

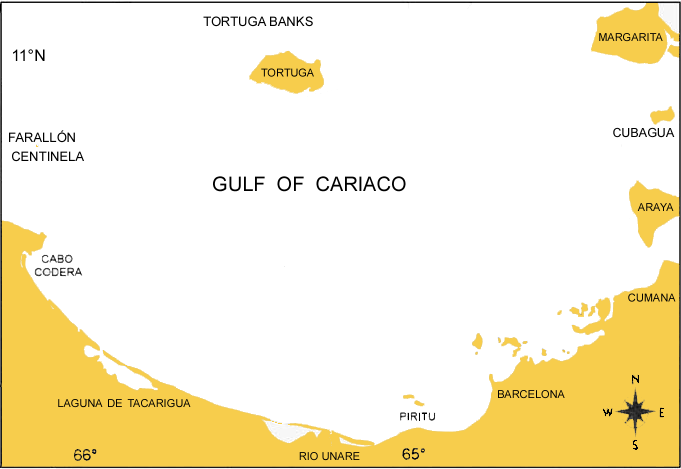
Mapa de la cuenca del Cariaco, Venezuela

La fosa de Cariaco es la mayor cuenca anóxica oceánica del mundo con una alta concentración de nutrientes, libera cantidades de CO2 provenientes de regiones del Atlántico. Ubicada en el mar Caribe entre la península de Araya, Cariaco y la ciudad de Cumaná en el estado Sucre,  en la costa oriental de Venezuela. Posee una extensión aproximada de 160 km de largo y 70 km. de ancho, la profundidad máxima registrada es de 1435 m en su centro ubicado en 10°30′ N y 64°40′ W. Han sido encontrados en la fosa sedimentos marinos de más de 15.000 años, esto ha sido usado por los científicos para evaluar los cambios climatológicos del planeta desde épocas prehistóricas.
La fosa se encuentra bordeada por toda la costa de los estados Miranda, Anzoátegui y Sucre. En su borde norte está ubicada la Isla La Tortuga. A tan sólo 25 km de la costa se presenta el desnivel abrupto que lleva a las profundidades.
Se cree que fue en el Pleistoceno cuando ocurrió el hundimiento que llevó a su formación
La Fosa de Cariaco posee una característica única, se trata de un ecosistema con ausencia de oxígeno y de luz, además se observa poca perturbación del fondo marino; lo que dificulta la existencia de la vida animal.

## Etimología
Su nombre proviene del hecho de tomar como referencia el golfo de Cariaco, con el cual se comunica a través de un estrecho ubicado entre la ciudad de Cumaná y la península de Araya.